# Душица Синобад
Душица Синобад (Београд, 28. март 1967) српска је телевизијска, позоришна и гласовна глумица.

## Биографија
Душица Синобад је рођена 28. марта 1967. године у Београду. Уписала Факултет драмских уметности године 1986, а дипломирала је 1990. у класи професора Миленка Маричића. Од 1992. је стални члан ансамбла Позоришта „Душко Радовић”. Добитник је награде Божидар Валтровић за глуму 2010. године. Такође се бавила и синхронизацијом анимираних и играних филмова и серија за студио Призор.

## Филмографија
| Год. | Назив                     | Улога               |
| ---- | ------------------------- | ------------------- |
| 2006 | Призори из брачног живота |                     |
| 2002 | Хотел са 7 звездица       | Гордана Гога Олујић |
| 1997 | Горе доле                 |                     |

## Улоге у синхронизацијама
Као гласовна глумица Душица Синобад свој глас позајмила је у бројним филмским остварењима.
| Година синх. | Цртани филм                                     | Улога                                                                                          |
| ------------ | ----------------------------------------------- | ---------------------------------------------------------------------------------------------- |
| 2002.        | Дух из бундеве                                  | Кејт                                                                                           |
| 2002.        | Касперове божићне враголије                     | Керол Џолимор, Балавко, Језивко                                                                |
| 2002.        | Чаробњак из Оза                                 | Зла вештица                                                                                    |
| 2003.        | Златокоса и три медведа (Призор)                | Вики, Веса, Сили, Иглица итд.                                                                  |
| 2003.        | Краљ: Прича о краљу Давиду                      | Принцеза Михајла                                                                               |
| 2003.        | Легенда о Титанику                              | Елизабет, Орки, Рејчелина сестра итд.                                                          |
| 2003.        | Најбољи другари                                 | Мама итд.                                                                                      |
| 2003.        | Пингвин Пинго                                   | Грудвица итд.                                                                                  |
| 2003.        | Прича о змајевом репу                           | Херман                                                                                         |
| 2003.        | Ружно паче: Филм (Призор)                       | Ружни итд.                                                                                     |
| 2003.        | Сандокан                                        | Широ, Салема итд.                                                                              |
| 2003.        | Сви пси иду у рај                               | Кејт, Анабел итд.                                                                              |
| 2003.        | Три мускетара (Призор)                          | Џулијет, краљ Луј, грофица Де Винтер                                                           |
| 2003-2004.   | Пипи Дуга Чарапа (Призор)                       | Аника итд.                                                                                     |
| 2004.        | Златокоса у зачараној шуми                      |                                                                                                |
| 2004.        | Мала сирена (Призор)                            | Миранда итд.                                                                                   |
| 2004.        | Острво црног гусара                             | сви женски ликови                                                                              |
| 2005.        | Дартањан: Сви за једног и један за све          | сви женски ликови                                                                              |
| 2005.        | Мачак Феликс спасава Божић                      | Феликс итд.                                                                                    |
| 2005.        | Симсала Грим (Призор)                           | Јојо, Мутимира, птице (С1Е2, 8)                                                                |
| 2005.        | Тролови! Чудесна авантура                       | Мили                                                                                           |
| 2006.        | Трагачи за благом: Тибет – забрањено краљевство | Нарација                                                                                       |
| 2006.        | Вили Фог: 20.000 миља под морем                 | Принцеза Роми, Нед                                                                             |
| 2006.        | Вили Фог: Пут око света за 80 дана              |                                                                                                |
| 2006.        | Вили Фог: Пут у средиште земље                  |                                                                                                |
| 2006.        | Воз снова                                       | Мама, тигар, ждрал                                                                             |
| 2006.        | Другари                                         | Лин Драјвер итд.                                                                               |
| 2006.        | Животињски меч                                  | сви женски ликови                                                                              |
| 2006.        | Зачарани град                                   | Лин, Ичијуко Огино, Бо                                                                         |
| 2006.        | Кирику и дивље животиње                         | Кирикуова мама                                                                                 |
| 2006.        | Конан пустолов (Призор)                         | Игла (неке епизоде), Јасмин / Џезмин, Месмира итд.                                             |
| 2006.        | Круголина: Градски мишеви                       | Круголина, Сице итд.                                                                           |
| 2006.        | Круголина: Мали велики миш                      | Круголина, Озлем итд.                                                                          |
| 2006.        | Круголина: Мишеви и љубав                       | Круголина итд.                                                                                 |
| 2006.        | Легенда о Парви                                 | Парва                                                                                          |
| 2006.        | Мој мали пони: Весели рођендан                  | Вистерија, Слатка Бобица, Искрица, Пинки Пај                                                   |
| 2006.        | Мој мали пони: Принцезина променада             | Вистерија, Тидл Винк итд.                                                                      |
| 2006.        | Мушки свет                                      | Сара                                                                                           |
| 2006.        | Покемон заувек: Селеби — глас шуме              | Мјаут, Това, Дајана                                                                            |
| 2006.        | Покемон: Судбина Деоксиса                       | Меј, Јуко, Мјау, полицајка Џени, Тори Ланд итд.                                                |
| 2006-2008.   | Пчелица Маја (Призор)                           | Маја итд. (неке епизоде)                                                                       |
| 2006.        | Рекордери дивљине                               | Хијена итд.                                                                                    |
| 2006.        | Спаркијев магични клавир                        | Марта, клавир                                                                                  |
| 2006.        | Тајно оружје                                    | Луси, Мали Пив, Елвира, тетка                                                                  |
| 2006-2007.   | Телетабиси (Призор)                             | Лала, приповедачица                                                                            |
| 2006.        | Фантађиро: Потрага за Куорумом                  | Фантађиро, Кира / Црна вештица итд.                                                            |
| 2006.        | Хуго из џунгле — велика филмска звезда          |                                                                                                |
| 2006.        | Чудесни подвизи младог Херкула                  | сви женски ликови                                                                              |
| 2006.        | Икс-мен: Цртана серија (Призор)                 | Сторм / Ороро Манро, Џин Греј                                                                  |
| 2006.        | Спајдермен: Цртана серија                       | разни ликови                                                                                   |
| 2006.        | Јеванђеље по Јуди                               | Нарација                                                                                       |
| 2007.        | Баџи — мали хеликоптер                          | Баџи итд.                                                                                      |
| 2007.        | Жапчићи у акцији (Призор)                       | Свезналина, Капица, Клеопатра, Хера, Фиби, Дафне, Алстроемарија, Пени Бан, Локи, Калипсо, Џуно |
| 2007.        | Патуљци: Зимска авантура                        | Елза итд.                                                                                      |
| 2007.        | Пси милионери                                   | Бела итд.                                                                                      |
| 2007.        | Пустоловине Мале сирене                         | Вештица Хедвига, Вини итд.                                                                     |
| 2007.        | Рат птица                                       | Бети итд.                                                                                      |
| 2007.        | Туба Тубић (Призор)                             |                                                                                                |
| 2007.        | Џимбо и џет-сет                                 | Џимбо итд.                                                                                     |
| 2008.        | Легенда о Атлантиди                             | Краљица Марин, Делфа                                                                           |
| 2008.        | Необична зубић вила                             | Марија                                                                                         |
| 2008.        | Чаробњак из Оза: Озма                           | Принцеза Лулу, Озма итд.                                                                       |
| 2008.        | Чаробњак из Оза: Смарагдни град                 | Озма итд.                                                                                      |
| 2008.        | Чаробњак из Оза: Чудесни чаробњак из Оза        | Тетка Ен, Глинда, госпођица Ждрал итд.                                                         |
| 2008.        | Шимпанзе у свемиру                              | Луна                                                                                           |
| 2009.        | Крзнена вила-зубић 2                            | Марија                                                                                         |
| 2009.        | Магија Винкс: Тајна изгубљеног краљевства       | Фарагонда, Ванеса, Мандрагора                                                                  |
| 2009.        | Андерсенове бајке (Призор)                      | Снежна краљица итд.                                                                            |
| 2010.        | Артур 3: Рат два света                          | Бетамеш, Роузи Сучет                                                                           |
| 2010.        | Сендмен и изгубљени песак снова                 | Мама                                                                                           |
| 2011.        | Дружина против Живка Жабоједа                   | Госпођа Олсен                                                                                  |
| 2011.        | Лоте и тајна месечевог камена                   | Бенита, жирафа итд.                                                                            |
| 2013.        | Гномео и Јулија                                 | Дадиља                                                                                         |
| 2013.        | Дан врана                                       | Госпођа Купина                                                                                 |
| 2013.        | Замбезија                                       | Гого                                                                                           |
| 2013.        | Кућа великог мађионичара                        | Госпођа Имс                                                                                    |
| 2014.        | Легенда о Сарили                                | Саја, Седна                                                                                    |
| 2015.        | Снежна краљица 3Д                               | Снежна краљица                                                                                 |
| 2015.        | Снежна краљица 2: Снежни краљ                   | Снежна краљица                                                                                 |